# Mimagoniates
Mimagoniates és un gènere de peixos de la família dels caràcids i de l'ordre dels caraciformes.

## Taxonomia
- Mimagoniates barberi (Regan, 1907)[2]
- Mimagoniates inequalis (Eigenmann, 1911)[3]
- Mimagoniates lateralis (Nichols, 1913)[4]
- Mimagoniates microlepis (Steindachner, 1877)[5]
- Mimagoniates rheocharis (Menezes & Weitzman, 1990)[6]
- Mimagoniates sylvicola (Menezes & Weitzman, 1990)[6][7][8][9][10][11][12][13]